# 城口赛楠
城口赛楠（学名：Nothaphoebe fargesii），为樟科赛楠属下的一个种。

## 扩展阅读
維基物種上的相關：城口赛楠